# Flavius Gallicanus
Flavius Gallicanus (? – Alexandria, 362) római politikus, a Római Birodalom consulja 330-ban.  Talán azonos Ovinius Gallicanusszal is, a 317. év consuljával és talán azonosítható e történelmi személy Szent Gallikánusz mítoszával, aki a keresztény mártírium szerint 362. június 25-én halt meg. Az utóbbi bizonyosan keresztény volt, mivel adományokat adott Szent Péter, Szent Pál és Keresztelő János ostiai templomának, földadományokat is tett és évente 869 solidust adományozott emellett.
A keresztény legendárium még abban sem egységes, hogy Szent Gallikán mártírhalált halt-e. Eszerint az I. Constantinus idejében zajló római–perzsa háborúk kiváló katonája. Keresztelkedése után leszerelt ls Ostiában telepedett le, ahol egy kórházat alapított és templomot épített. Iulianus császár száműzte Egyiptomba, ahol remeteként élt a pusztában. A legendárium egyes változatai („Martyrologium Romanum”) szerint Iulianus kivégeztette. Ennek a történetnek gyengéje, hogy Iulianus sosem járt Alexandriában. A római Trasteverén kis templom épült a tiszteletére.
| Elődei: I. Constantinus és II. Constantinus | Consul 330 collega: Aurelius Valerius Tullianus Symmachus | Utódai: Iunius Annius Bassus és Flavius Ablabius |